# Agriculture en Hongrie

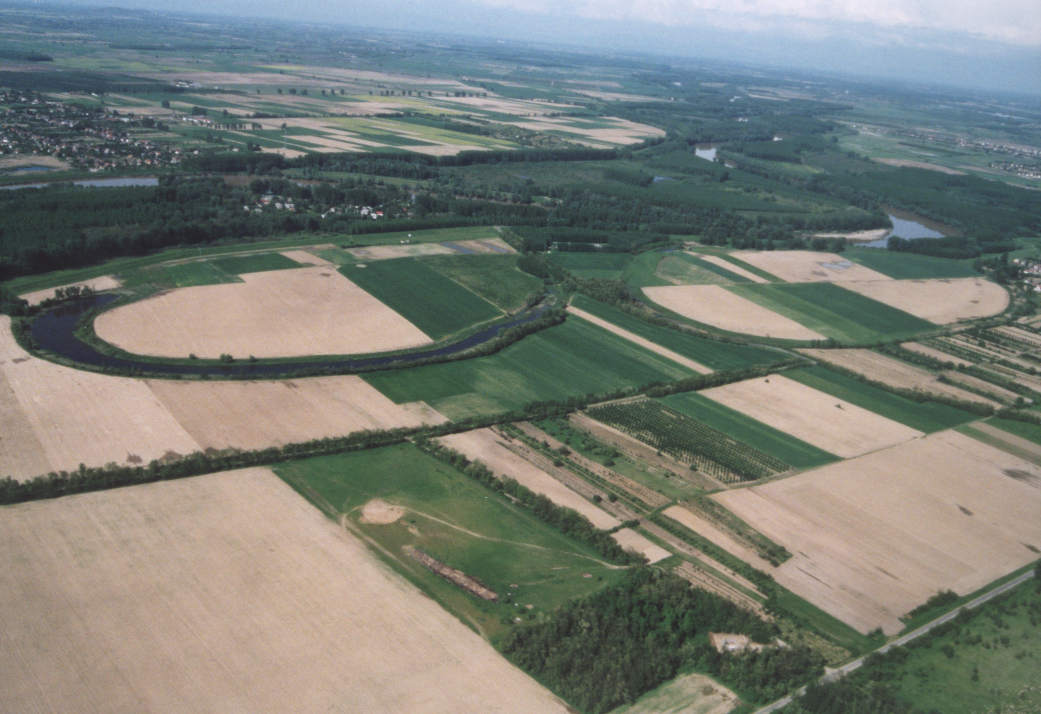
Paysage agricole fluvial près de la ville de Dombrád.

L'agriculture de la Hongrie contribue entre 2005 et 2008 à environ 3,5 à 3,7 % du PIB de la Hongrie et près de 4,5 % à 5 % de la population active hongroise y travaille. Près de 52 % du territoire total de la Hongrie est cultivable, soit près de 4 820 000 hectares, à cela s'ajoute près de 1,5 million d'hectares alloués aux herbages permanents. En 1997, uniquement 210 000 hectares étaient irrigués. En 1998, l'agriculture constitue 10,5 % des exportations de la Hongrie.

## Histoire
La réforme agraire de 1945, a redistribué 35 % des terres du pays, soit 1,9 million d'hectares, à 640 000 familles, et 1,3 million d'hectares aux fermes étatiques.
En 1949, le gouvernement adopte une politique de collectivisation basée sur l'exemple soviétique du kolkhoze, ainsi en 1952, 5 110 exploitations collectives possédaient 22,6 % de la superficie arable du pays.
Entre 1953 et 1961, le pays connait successivement des vagues de décollectivisation en 1953 et en 1956, et de collectivement en 1955 et 1959.
En parallèle, la population agricole a fortement diminué passant de 55,1 % de la population active en 1949 à 11,1 % en 1999.
Au milieu des années 1980, environ 94 % de la surface agricole utile était gérée par des fermes collectives et des fermes d'État. En 1990, une grande partie des terres ont été restituées aux propriétaires d'origine ou partagées.

## Structures agraire
Près de 60 % de la production agricole de la Hongrie, et plus la moitié de la superficie agricole du pays sont dus aux 1,2 million d'exploitations agricoles individuelles, mais seulement 5 % seulement de ces exploitations fonctionnent à temps plein. Des entreprises agricoles et les coopératives nouvellement formées occupent respectivement quant à elles 18 et 28 % des terres.

## Production
La Hongrie a produit, en 2018:

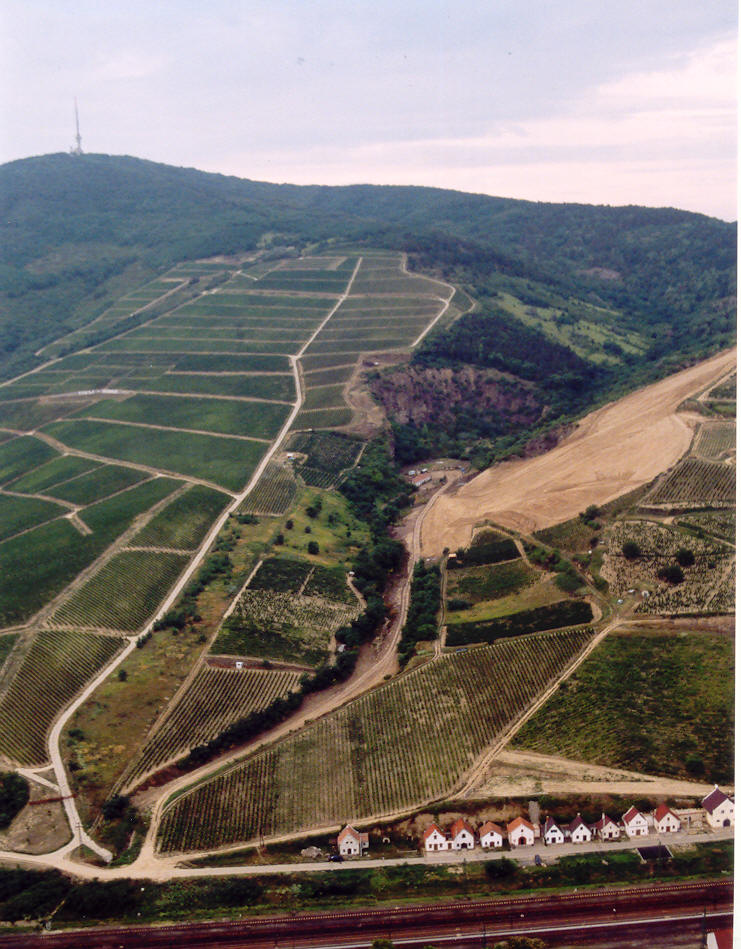
Le vignoble du Tokay.

- 7,9 millions de tonnes de maïs (15e producteur mondial);
- 5,2 millions de tonnes de blé;
- 1,8 million de tonnes de graines de tournesol (8e producteur mondial);
- 1,1 million de tonnes d'orge;
- 1 million de tonnes de colza (14e producteur mondial);
- 941 000 tonnes de betterave sucrière, qui est utilisée pour produire sucre et éthanol;
- 674 000 tonnes de pomme;
- 539 000 tonnes de raisin;
- 330 000 tonnes de pomme de terre;
- 330 000 tonnes de triticale;

En plus de petites productions d'autres produits agricoles.
Les céréales occupent en 1999 plus de la moitié de la surface cultivée : la production de maïs est de 7 109 000 tonnes sur 1 120 000 hectares, celle du blé de 2 637 000 tonnes sur 734 000 hectares, suivies par la production de la betterave sucrière avec 2 901 000 tonnes sur 163 000 hectares, par celle de la pomme de terre avec 1 035 000 tonnes sur 56 000 hectares, et celles du seigle avec 81 000 tonnes sur 39 000 hectares. Le pays produisait en 1999, 720 000 tonnes de raisins sur 99 000 hectares. Les vignes de la région du Tokay sont ainsi internationalement connues. Le tournesol, quant à lui, est une culture qui s'est développée ces dernières années, avec l'élargissement des surfaces cultivées et l'augmentation de la production. L'élevage est également important, notamment celui du porc qui totalise 3,9 millions de têtes, et le secteur de la volaille avec plus de 50 millions de têtes. La Hongrie est le deuxième producteur mondial de foie gras derrière la France. Les surfaces forestières recouvrent environ 2 millions d'hectares en Hongrie en 2005.

## Commerce agricole
La Hongrie est traditionnellement un exportateur net de produits agricoles et agro-alimentaires. Au cours des premières années de la transition des années 1990, ceux-ci ont représenté 25 % des exportations totales, mais 7 % seulement des importations. En 2008, les importations de produits agroalimentaires se sont établies à 3 820 millions d'euros et les exportations de produits agroalimentaires, à 5 735 millions d'euros. Cependant, les importations hongroises d'aliments se sont accrues à un rythme impressionnant et régulier de 91 % entre 2004 et 2008.
En termes de prix, la viande, les fruits et les légumes transformés, les céréales et le vin représentent ensemble plus de la moitié des exportations de produits agro-alimentaires. En ce qui concerne les importations, les fourrages pour animaux occupent la première place, suivis des produits tropicaux et du tabac.
L'Union européenne est de loin le principal partenaire commercial de la Hongrie pour les produits agro-alimentaires, puisqu'elle intervient pour près de la moitié de la valeur de ses échanges.